# Epilobium gemmiferum
Epilobium gemmiferum là một loài thực vật có hoa trong họ Anh thảo chiều. Loài này được Boreau mô tả khoa học đầu tiên năm 1853.